# 马蒂亚斯·金特尔
马蒂亚斯·卢卡斯·金特尔（德語：Matthias Lukas Ginter，1994年1月19日—）是德國的一位足球運動員，在場上司職後衛，現在效力於德甲球隊弗赖堡。他也曾代表德國各級青年国家足球队參賽，並且被選入2014年巴西世界杯的德國隊23人参赛名單。

## 俱乐部生涯
金特尔年仅4岁时便在马奇体育俱乐部（SV March）开始了足球生涯，并在2005-06赛季转会至弗赖堡体育俱乐部的少年队。随后，他随弗赖堡青年队赢得了2011年的德国足协青年俱乐部杯冠军。
2012年1月，当时仍属于青年队成员的金特尔在德甲冬歇期被征召入俱乐部的职业队。随后在2012年1月21日（第18轮）弗赖堡以1-0战胜奥格斯堡的德甲比赛中，他于第70分钟替换安东·普契拉登场，完成了职业生涯首秀，并在第88分钟为他的团队攻入致胜一球。因此，他以18岁零两天的年龄成为了俱乐部历史上第2年轻的入球者。此前排在这一名次的是丹尼斯·奥戈，其完成首球的年龄比金特尔大了约1个月。两天后，金特尔与弗赖堡签署了他的第一份职业合同。在该赛季随后的比赛中，他与法卢·迪亚涅共同站稳了俱乐部的主力中后卫位置，并帮助球队顺利保级。此外，他还随青年队在2012年第二次夺得了德国足协青年俱乐部杯的冠军。

## 国家队生涯
金特尔曾6次代表德国18岁以下国家足球队出赛，其后又在2013年欧洲U-21足球锦标赛的首场分组赛中首次代表德国21岁以下国家足球队登场。然而在这场比赛中，德国以2-3不敌荷兰。
在2014年3月5日对阵智利的友谊赛时，金特尔被首次征召入德国国家足球队，他在比赛中首发出场并于第88分钟被换下。他也因此成为的德国国家队历史上的第900位成员。同年联赛结束后，金特尔被国家队主帅约阿希姆·勒夫召入了备战2014年世界杯足球赛的大名单，并于2014年6月2日成为了最终的23人参赛名单中的一员。
2018年，金特尔隨隊出戰俄羅斯世界盃。德國國家隊三戰一勝二負，分組賽出局。
2021年5月19日，金特尔被列入德國隊26人陣容，參加2020年歐洲國家盃。

## 场上位置
金特尔在年少时大多被用作进攻型或防守型中场。在他晋升入弗赖堡的职业队初期，原本计划是作为一名防守型中场使用。但由于球队参与防守的4后卫阵式能力不足，他被调任至中后卫，并在德甲比赛中稳固了自己的这一位置。

## 荣誉

### 國家隊
德國
- 世界杯足球赛冠军：2014

### 俱樂部
弗萊堡
- 德国足协青年俱乐部杯（德语：DFB-Junioren-Vereinspokal）冠军：2011、2012

### 個人
- 弗里茨·瓦尔特大奖金奖：2012（U18组）[11]、2013（U19组）[12]